# Parocneria ledereri
Parocneria ledereri är en fjärilsart som beskrevs av Philip Miller 1869. Parocneria ledereri ingår i släktet Parocneria och familjen tofsspinnare. Inga underarter finns listade i Catalogue of Life.